# ايريك دايفيس
ايريك دايفيس (بالإسبانية: Erick Davis) (31 مارس 1991 بنما - ) هو لاعب كرة قدم بنمي.

## وصلات خارجية
ايريك دايفيس على موقع الاتحاد الدولي (مؤرشف)  (الإنجليزية)
- ايريك دايفيس على موقع الاتحاد الأوربي (الإنجليزية)
- ايريك دايفيس على موقع الدوري الأمريكي (الإنجليزية)
- ايريك دايفيس على موقع إي إس بي إن إف سي (الإنجليزية)
- ايريك دايفيس على موقع قاعدة بيانات كرة القدم.إي يو (الإنجليزية)
- ايريك دايفيس على موقع ناشيونال فوتبول تيمز (الإنجليزية)
- ايريك دايفيس على موقع Soccerbase.com (لاعب) (الإنجليزية)
- ايريك دايفيس على موقع Soccerway.com (الإنجليزية)
- ايريك دايفيس على موقع عالم كرة القدم.نت (الإنجليزية)
- ايريك دايفيس على موقع AS.com (الإسبانية)